# Nicarágua nos Jogos Pan-Americanos de 2019
A Nicarágua competiu nos Jogos Pan-Americanos de 2019 em Lima de 26 de julho a 11 de agosto de 2019.
Em junho de 2019, o Comitê Olímpico da Nicarágua nomeou uma equipe de 60 atletas (41 homens e 19 mulheres) para competir em 13 esportes.
Durante a cerimônia de abertura dos jogos, a atleta de voleibol de praia Swan Mendoza foi a porta-bandeira do país na parada das nações.

## Competidores
Abaixo está a lista de competidores (por gênero) participando dos jogos por esporte/disciplina.
| Esporte              | Homens | Mulheres | Total |
| -------------------- | ------ | -------- | ----- |
| Atletismo            | 0      | 1        | 1     |
| Beisebol             | 24     | 0        | 24    |
| Boxe                 | 4      | 5        | 9     |
| Caratê               | 3      | 0        | 3     |
| Fisiculturismo       | 1      | 1        | 2     |
| Judô                 | 0      | 1        | 1     |
| Levantamento de peso | 0      | 2        | 2     |
| Lutas                | 0      | 1        | 1     |
| Natação              | 2      | 2        | 4     |
| Remo                 | 2      | 2        | 4     |
| Taekwondo            | 1      | 1        | 2     |
| Tiro esportivo       | 2      | 1        | 3     |
| Voleibol             | 2      | 2        | 4     |
| Total                | 41     | 19       | 60    |

## Medalhistas
| Nome | Esporte  | Evento             | Gênero    | Dia         | Medalha |
| --- | -------- | ------------------ | --------- | ----------- | ------- |
| Kevin Arias | Boxe     | Peso mosca-ligeiro | Masculino | 30 de julho | Bronze  |
| Lesther Espino | Boxe     | Peso médio         | Masculino | 30 de julho | Bronze  |
| Benjamín Alegría Luis Alen Isaac Benard Jimmy Bermúdez Dwight Britton Jorge Bucardo Wilber Bucardo Jilton Calderón Darrel Campbell Ofilio Castro Berman Espinoza Rafael Estrada Fidencio Flores Jesús Garrido Ernesto Glasgon Elías Gutiérrez Wilton López Gustavo Martínez Marvin Martínez Edgard Montiel Javier Robles Junior Téllez Norlando Valle Wuillians Vasquez | Beisebol | Equipe             | Masculino | 4 de agosto | Bronze  |

| Esporte  | Medalha de ouro | Medalha de prata | Medalha de bronze | Total |
| Boxe     | 0               | 0                | 2                 | 2     |
| Beisebol | 0               | 0                | 1                 | 1     |
| Total    | 0               | 0                | 3                 | 3     |

## Atletismo
A NIcarágua qualificou uma atleta feminina. Originalmente, duas atletas foram nomeadas para a equipe.
Chave
- Nota– As posições dadas para os eventos de pista são para a fase inteira

Feminino
Evento de campo
| Atleta        | Evento              | Final     | Final   |
| Atleta        | Evento              | Distância | Posição |
| ------------- | ------------------- | --------- | ------- |
| Dalila Rugama | Lançamento de dardo | 47.66     | 14ª     |

## Beisebol
A Nicarágua classificou uma equipe masculina de 24 atletas ao terminar em quarto lugar no Classificatório dos Jogos Pan-Americanos de 2019, no Brasil.
Sumário
| Equipe              | Evento    | Fase preiminar       | Fase preiminar               | Fase preiminar       | Fase preiminar | Segunda fase         | Segunda fase         | Segunda fase | Final / MB / Po.                  | Final / MB / Po.  |
| Equipe              | Evento    | Adversário Resultado | Adversário Resultado         | Adversário Resultado | Posição        | Adversário Resultado | Adversário Resultado | Posição      | Adversário Resultado              | Posição           |
| ------------------- | --------- | -------------------- | ---------------------------- | -------------------- | -------------- | -------------------- | -------------------- | ------------ | --------------------------------- | ----------------- |
| Nicarágua masculino | Masculino | Porto Rico · D 3–7   | República Dominicana · V 4–2 | Peru · V 10–0        | 2º Q           | Colômbia · D 1–11    | Canadá · D 0–10      | 4º q         | Jogo do bronze · Colômbia · V 6–0 | Medalha de bronze |

Elenco
| Jogador           | Pos. | DOB e idade                    | Equipe                | Liga                          | Local de nascimento                 |
| ----------------- | ---- | ------------------------------ | --------------------- | ----------------------------- | ----------------------------------- |
| Jimmy Bermúdez    | P    | junho 21, de 1981 (38 anos)    | Leones de León        | Liga de Beisebol da Nicarágua | Ticuantepe, Nicarágua               |
| Wilber Bucardo    | P    | novembro 20, de 1987 (31 anos) | Tigres del Chinandega | Liga de Beisebol da Nicarágua | León, Nicarágua                     |
| Berman Espinoza   | P    | novembro 4, de 1987 (31 anos)  | Indios del Bóer       | Liga de Beisebol da Nicarágua | Matagalpa, Nicarágua                |
| Fidencio Flores   | P    | setembro 10, de 1991 (27 anos) | Indios del Bóer       | Liga de Beisebol da Nicarágua | El Sauce, Nicarágua                 |
| Elvin García      | P    | maio 14, de 1990 (29 anos)     | Indios del Bóer       | Liga de Beisebol da Nicarágua | Estelí, Nicarágua                   |
| Jesús Garrido     | P    | maio 10, de 1995 (24 anos)     | Leones de León        | Liga de Beisebol da Nicarágua | Chinandega, Nicaragua               |
| Ernesto Glasgon   | P    | setembro 14, de 1991 (27 anos) | Indios del Bóer       | Liga de Beisebol da Nicarágua | Caribe Sul, Nicarágua               |
| Elías Gutiérrez   | P    | dezembro 11, de 1994 (24 anos) | Leones de León        | Liga de Beisebol da Nicarágua | Jinotega, Nicarágua                 |
| Wilton López      | P    | julho 19, de 1983 (36 anos)    |                       |                               | León, Nicarágua                     |
| Gustavo Martínez  | P    | novembro 9, de 1975 (43 anos)  | Gigantes de Rivas     | Liga de Beisebol da Nicarágua | Santo Domingo, República Dominicana |
| Junior Téllez     | P    | julho 1, de 1990 (29 anos)     | Tigres del Chinandega | Liga de Beisebol da Nicarágua | León, Nicarágua                     |
| Luis Alen         | C    | abril 16, de 1985 (34 anos)    | Leones de León        | Liga de Beisebol da Nicarágua | Ciudad Bolívar, Venezuela           |
| Rafael Estrada    | C    | março 5, de 1993 (26 anos)     | Leones de León        | Liga de Beisebol da Nicarágua | Jinotega, Nicarágua                 |
| Benjamín Alegría  | IF   | agosto 6, de 1997 (21 anos)    | Leones de León        | Liga de Beisebol da Nicarágua | Manágua, Nicarágua                  |
| Darrel Campbell   | IF   | dezembro 29, de 1981 (37 anos) | Gigantes de Rivas     | Liga de Beisebol da Nicarágua | Bluefields, Nicaragua               |
| Ofilio Castro     | IF   | agosto 18, de 1983 (35 anos)   | Leones de León        | Liga de Beisebol da Nicarágua | Manágua, Nicarágua                  |
| Marvin Martínez   | IF   | abril 20, de 1991 (28 anos)    | Tigres del Chinandega | Liga de Beisebol da Nicarágua | León, Nicarágua                     |
| Edgard Montiel    | IF   | janeiro 13, de 1988 (31 anos)  | Tigres del Chinandega | Liga de Beisebol da Nicarágua | Manágua, Nicarágua                  |
| Wuillians Vasquez | IF   | julho 23, de 1983 (36 anos)    | Leones de León        | Liga de Beisebol da Nicarágua | Acarigua, Venezuela                 |
| Isaac Benard      | OF   | janeiro 2, de 1996 (23 anos)   | Florence Freedom      | Frontier League               | West Richland, Estados Unidos       |
| Dwight Britton    | OF   | julho 17, de 1987 (32 anos)    | Leones de León        | Liga de Beisebol da Nicarágua | Ilhas do Milho, Nicarágua           |
| Jilton Calderón   | OF   | setembro 16, de 1988 (30 anos) | Indios del Bóer       | Liga de Beisebol da Nicarágua | Jinotepe, Nicarágua                 |
| Javier Robles     | OF   | agosto 10, de 1994 (24 anos)   | Indios del Bóer       | Liga de Beisebol da Nicarágua | Masaya, Nicaragua                   |
| Norlando Valle    | OF   | agosto 2, de 1994 (24 anos)    | Tigres del Chinandega | Liga de Beisebol da Nicarágua | León, Nicarágua                     |

Grupo A
| Seleção                  | J | V | D | C+ | C- | DC  |
| ------------------------ | - | - | - | -- | -- | --- |
| PUR Porto Rico           | 3 | 3 | 0 | 13 | 5  | +8  |
| NCA Nicarágua            | 3 | 2 | 1 | 17 | 9  | +8  |
| DOM República Dominicana | 3 | 1 | 2 | 13 | 9  | +4  |
| PER Peru                 | 3 | 0 | 3 | 4  | 24 | –14 |

| 30 de julho 10:05 | Porto Rico | 7 – 3 Ficha | Nicarágua | Complejo Deportivo Villa María del Triunfo Público: 1.059 |

| 31 de julho 10:05 | Nicarágua | 4 – 2 Ficha | República Dominicana | Complejo Deportivo Villa María del Triunfo Público: 577 |

| 1 de agosto 19:05 | Peru | 0 – 10 Ficha | Nicarágua | Complejo Deportivo Villa María del Triunfo Público: 1.994 |

Segunda fase
| Seleção        | J | V | D | C+ | C- | DC  |
| -------------- | - | - | - | -- | -- | --- |
| PUR Porto Rico | 3 | 3 | 0 | 19 | 9  | +8  |
| CAN Canadá     | 3 | 2 | 1 | 25 | 11 | +14 |
| COL Colômbia   | 3 | 1 | 2 | 15 | 13 | +2  |
| NCA Nicarágua  | 3 | 0 | 3 | 4  | 28 | –24 |

| 2 de agosto 19:05 | Nicarágua | 1 – 11 Ficha | Colômbia | Complejo Deportivo Villa María del Triunfo Público: 1.513 |

| 3 de agosto 15:05 | Nicarágua | 0 – 10 Ficha | Canadá | Complejo Deportivo Villa María del Triunfo Público: 1.979 |

Disputa pelo bronze
| 4 de agosto 11:05 | Colômbia | 0 – 6 Ficha | Nicarágua | Complejo Deportivo Villa María del Triunfo Público: N/A |

## Boxe
A Nicarágua qualificou nove boxeadores (quatro homens e cinco mulheres).
Masculino
| Atleta           | Evento | Quartas-de-final     | Semifinais           | Final                | Posição           |
| Atleta           | Evento | Adversário Resultado | Adversário Resultado | Adversário Resultado | Posição           |
| ---------------- | ------ | -------------------- | -------------------- | -------------------- | ----------------- |
| Kevin Arias      | 49 kg  | Bezerra (BRA) V 3–2  | Martínez (COL) D 0–5 | Não avançou          | Medalha de bronze |
| Jimmy Brenes     | 69 kg  | Iglesias (CUB) D 0–5 | Não avançou          | Não avançou          | Não avançou       |
| Lesther Espino   | 75 kg  | Prince (TRI) V RSC   | López (CUB) D 0–5    | Não avançou          | Medalha de bronze |
| Darwin Rodríguez | +91 kg | Brown (JAM) D 2–3    | Não avançou          | Não avançou          | Não avançou       |

Feminino
| Atleta         | Evento | Quartas-de-final       | Semifinais           | Final                | Posição     |
| Atleta         | Evento | Adversária Resultado   | Adversária Resultado | Adversária Resultado | Posição     |
| -------------- | ------ | ---------------------- | -------------------- | -------------------- | ----------- |
| Katy Esquivel  | 51 kg  | Hernández (DOM) D 1–4  | Não avançou          | Não avançou          | Não avançou |
| Keyling Reyes  | 57 kg  | Romeu (BRA) D RSC      | Não avançou          | Não avançou          | Não avançou |
| Scarleth Ojeda | 60 kg  | Falcon (MEX) D 0–5     | Não avançou          | Não avançou          | Não avançou |
| Keyling Osejo  | 69 kg  | Cruz (MEX) D 0–5       | Não avançou          | Não avançou          | Não avançou |
| Fredly Ramírez | 75 kg  | Figueiredo (BRA) D 0–5 | Não avançou          | Não avançou          | Não avançou |

## Caratê
A Nicarágua qualificou três caratecas masculinos. A equipe de três atletas foi desclassificada da disputa do bronze por estourar o tempo limite.
Kata
Masculino
| Atleta                                           | Evento           | Fase de grupos | Fase de grupos | Final / BM           | Final / BM |
| Atleta                                           | Evento           | Pontos         | Posição        | Adversário Resultado | Posição    |
| ------------------------------------------------ | ---------------- | -------------- | -------------- | -------------------- | ---------- |
| Alejandro Hernandez Daniel Lira Franklin Sanchez | Kata por equipes | 21.40          | 3ª QB          | BRA Brasil D 0–24.42 | 5º         |

## Fisiculturismo
A Nicarágua qualificou uma equipe completa de dois fisiculturistas (um homem e uma mulher).
| Atleta         | Evento                            | Pré-julgamento | Pré-julgamento | Final       | Final       |
| Atleta         | Evento                            | Pontos         | Posição        | Pontos      | Posição     |
| -------------- | --------------------------------- | -------------- | -------------- | ----------- | ----------- |
| Jorge Callejas | Fisiculturismo clássico masculino | —              | —              | 79          | 6ª          |
| Grace Callejas | Fitness feminino                  | —              | —              | Não avançou | Não avançou |

- Não foram fornecidos resultados para a fase de pré-julgamento, com apenas os seis melhores avançando.

## Judô
A Nicarágua qualificou uma judoca feminina.
Feminino
| Atleta          | Evento | Oitavas-de-final     | Quartas-de-final               | Semifinais           | Repescagem           | Final / BM             | Final / BM |
| Atleta          | Evento | Adversária Resultado | Adversária Resultado           | Adversária Resultado | Adversária Resultado | Adversária Resultado   | Posição    |
| --------------- | ------ | -------------------- | ------------------------------ | -------------------- | -------------------- | ---------------------- | ---------- |
| Izayana Marenco | +78 kg | Bye                  | Cutro-Kelly (USA) L 00S3–100S1 | Nào avançou          | Wood (TRI) W 100–000 | Souza (BRA) L 00S2–100 | =5ª        |

## Levantamento de peso
A Nicarágua qualificou duas halterofilistas femininas.
Feminino
| Atleta        | Evento | Arranque  | Arranque | Arremesso | Arremesso | Total | Posição |
| Atleta        | Evento | Resultado | Posição  | Resultado | Posição   | Total | Posição |
| ------------- | ------ | --------- | -------- | --------- | --------- | ----- | ------- |
| María Navarro | 49 kg  | 60        | 11ª      | 83        | 9ª        | 143   | 9ª      |
| Sema Ludrick  | 64 kg  | 89        | 5ª       | 112       | 5ª        | 222   | 5ª      |

## Lutas
A Nicarágua recebeu um convite na disciplina livre feminino.
Livre
Feminino
| Atleta        | Evento | Oitavas-de-final     | Quartas-de-final     | Semifinais           | Final / BM            | Posição |
| Atleta        | Evento | Adversária Resultado | Adversária Resultado | Adversária Resultado | Adversária Resultado  | Posição |
| ------------- | ------ | -------------------- | -------------------- | -------------------- | --------------------- | ------- |
| Paula Ramírez | 57 kg  | Bye                  | Burkert (USA) L 0–10 | Não avançou          | Penalber (BRA) L 2–2F | 5º      |

## Natação
A Nicarágua qualificou quatro nadadores (dois homens e duas mulheres).
Chave
- Nota – Posições são dadas para a fase inteira

| Atleta            | Evento                   | Eliminatória | Eliminatória | Final       | Final       |
| Atleta            | Evento                   | Tempo        | Pos.         | Tempo       | Pos.        |
| ----------------- | ------------------------ | ------------ | ------------ | ----------- | ----------- |
| Miguel Mena       | 50 m livre masculino     | 24.00        | 26ª          | Não avançou | Não avançou |
| Miguel Mena       | 100 m livre masculino    | 52.07        | 19ª          | Não avançou | Não avançou |
| Miguel Mena       | 200 m livre masculino    | 1:57.67      | 20ª          | Não avançou | Não avançou |
| Eisner Barbarena  | 100 m costas masculino   | 1:00.52      | 23ª          | Não avançou | Não avançou |
| Eisner Barbarena  | 200 m costas masculino   | 2:15.83      | 23ª          | Não avançou | Não avançou |
| María Hernández   | 50 m livre feminino      | 27.74        | 25ª          | Não avançou | Não avançou |
| María Hernández   | 200 m livre feminino     | 2:17.25      | 23ª          | Não avançou | Não avançou |
| María Hernández   | 100 m costas feminino    | 1:11.75      | 24ª          | Não avançou | Não avançou |
| Maria Schutzmeier | 100 m livre feminino     | 59.32        | 20ª          | Não avançou | Não avançou |
| Maria Schutzmeier | 100 m borboleta feminino | 1:03.99      | 18ª          | Não avançou | Não avançou |

## Remo
A Nicarágua qualificou duas remadoras feminians. Posteriormente, duas vagas masculinas foram redistribuídas para o país.
| Atleta                        | Evento                | Eliminatórias | Eliminatórias | Repescagem | Repescagem | Final   | Final   |
| Atleta                        | Evento                | Tempo         | Posição       | Tempo      | Posição    | Tempo   | Posição |
| ----------------------------- | --------------------- | ------------- | ------------- | ---------- | ---------- | ------- | ------- |
| Felix Potoy Eddy Vanega       | Skiff duplo masculino | 7:00.61       | 6ª R          | 6:48.75    | 4ª FB      | 7:08.66 | 10ª     |
| Evidelia Gonzalez Ana Vanegas | Dois sem feminino     | 7:54.47       | 5ª FA         | —          | —          | 8:07.30 | 5ª      |

Legenda de qualificação: FA=Final A; FB=Final B; R=Repescagem
- Resultados dados são dentro da bateria eliminatória.

## Taekwondo
A Nicarágua qualificou um atleta de taekwondo de cada gênero.
Kyorugi
| Atleta         | Evento          | Oitavas-de-final     | Quartas-de-final     | Semifinais           | Repescagem           | Final / BM           | Posição     |
| Atleta         | Evento          | Adversário Resultado | Adversário Resultado | Adversário Resultado | Adversário Resultado | Adversário Resultado | Posição     |
| -------------- | --------------- | -------------------- | -------------------- | -------------------- | -------------------- | -------------------- | ----------- |
| Jerry Mansell  | 58 kg masculino | Oblitas (PER) L 8–19 | Não avançou          | Não avançou          | Não avançou          | Não avançou          | Não avançou |
| Solansh Vargas | 49 kg feminino  | Canseco (PER) L 8–11 | Não avançou          | Não avançou          | Não avançou          | Não avançou          | Não avançou |

## Tiro esportivo
A Nicarágua recebeu três vagas realocadas no tiro esportivo (dois homens e uma mulher).
| Atleta         | Evento                               | Qualificação | Qualificação | Final       | Final       |
| Atleta         | Evento                               | Pontos       | Posição      | Pontos      | Posição     |
| -------------- | ------------------------------------ | ------------ | ------------ | ----------- | ----------- |
| Angel Barquero | Pistola de ar 10 m masculino         | 552          | 29ª          | Não avançou | Não avançou |
| Rafael Lacayo  | Pistola de ar 10 m masculino         | 556          | 28ª          | Não avançou | Não avançou |
| Maria Lopez    | Carabina de ar 10 m feminino         | 579.4        | 24ª          | Não avançou | Não avançou |
| Maria Lopez    | Carabina três posições 50 m feminino | 1129         | 17ª          | Não avançou | Não avançou |

## Voleibol

### Praia
A Nicarágua qualificou quatro atletas de voleibol de praia (dois homens e duas mulheres).
| Atletas                        | Evento    | Fase preliminar                                     | Fase preliminar                                           | Fase preliminar                                   | Fase preliminar | Fase de qualificação                          | Fase de posicionamento                             | Partida de posicionamento                       | Posição |
| Atletas                        | Evento    | Adversários Resultado                               | Adversários Resultado                                     | Adversários Resultado                             | Posição         | Adversários Resultado                         | Adversários Resultado                              | Adversários Resultado                           | Posição |
| ------------------------------ | --------- | --------------------------------------------------- | --------------------------------------------------------- | ------------------------------------------------- | --------------- | --------------------------------------------- | -------------------------------------------------- | ----------------------------------------------- | ------- |
| Rubén Mora Danny López         | Masculino | Nusbaum / Plantinga (CAN) L 0–2 (20–22, 28–30)      | M. Grimalt / E. Grimalt (CHI) L 1–2 (19–21, 21–19, 13–15) | Ontiveros/ Virgen (MEX) L 0–2 (16–21, 17–21)      | 4ª              | Não qualificou                                | Vásquez / Seminario (PER) W 2–0 (21–7, 21–15)      | Alpízar / Valenciano (CRC) W 2–0 (21–16, 21–14) | 13ª     |
| Swan Mendoza Lolette Rodriguez | Feminino  | Harnett / Lapointe (CAN) L 1–2 (17–21, 21–14, 9–15) | Gallay / Pereyra (ARG) L 0–2 (12–21, 11–21)               | Alvarado / Bethancourt (GUA) W 2–0 (21–15, 21–18) | 3ª Q            | Araya / Valenciano (CRC) L 0–2 (14–21, 16–21) | Allcca / Mendoza (PER) L 1–2 (21–18, 22–24, 11–15) | Orellana / Revuelta (MEX) L 0–2 (16–21, 18–21)  | 12ª     |